# Шпонгайм
Шпонгайм (нім. Sponheim) — громада в Німеччині, розташована в землі Рейнланд-Пфальц. Входить до складу району Бад-Кройцнах. Складова частина об'єднання громад Рюдесгайм.
Площа — 14,35 км2. Населення становить 751 ос. (станом на 31 грудня 2020).

## Галерея

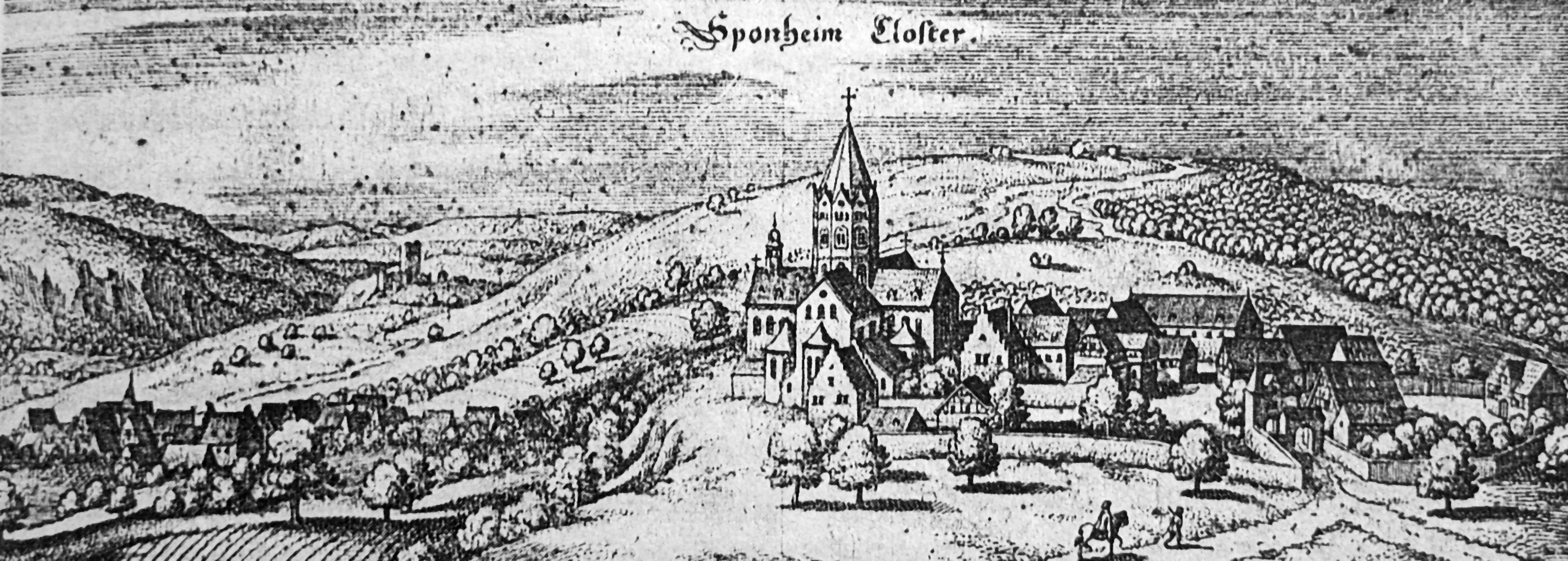
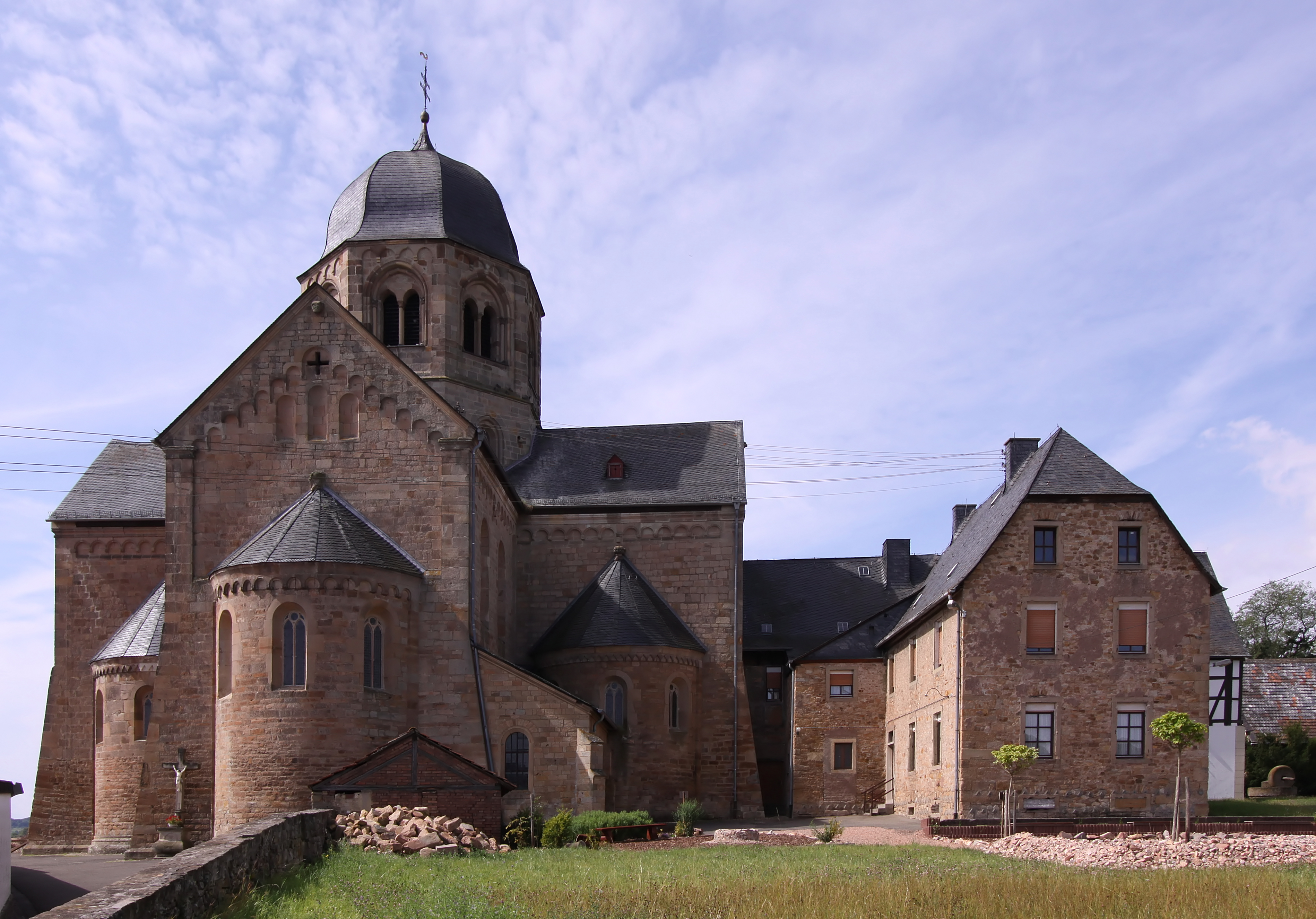
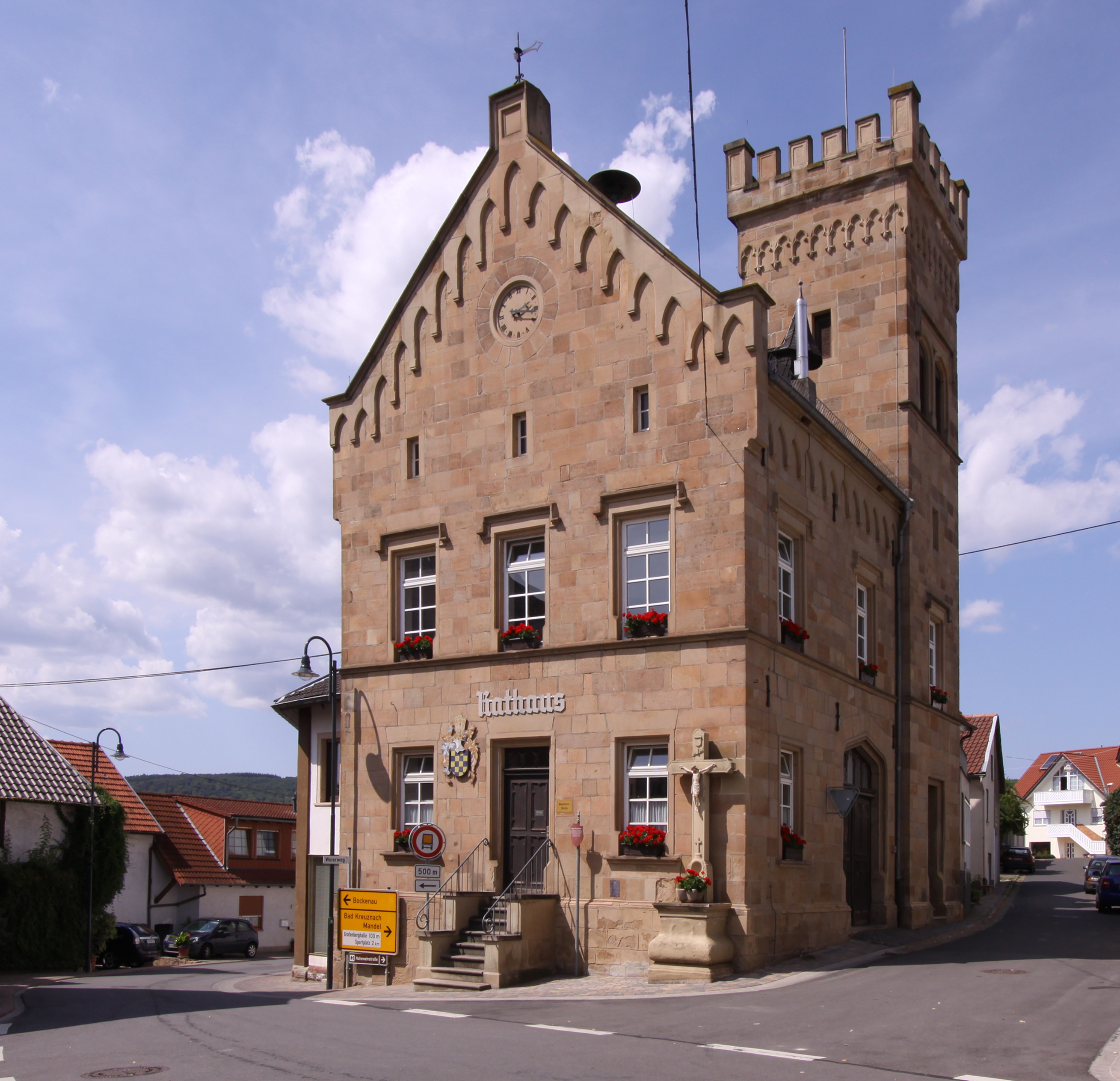